# Capela Elisabeta Doamna din București

Capela Elisabeta Doamna

Capela Sfânta Elisabeta a fost ctitorită de regina Elisabeta care a așezat piatra temelie în ziua de 24 aprilie 1870, în incinta Azilului de copii orfani Elena Doamna ridicat de Elena Cuza în baza documentului semnat în data de 18 iulie 1862 de soțul său, domnitorul Alexandru Ioan Cuza. 
În 1870, tânăra principesă Elisabeta, soția lui Carol I, impresionată de fetițele de la orfelinat, i-a scris premierului Dimitrie Ghica că donează 12.000 de galbeni pentru ridicarea unei capele pentru folosința elevelor. Piatra de temelie a fost pusă la 24 aprilie 1870. Capela a fost sfințită în anul 1875.
Proiectul capelei cu plan pătrat și turlă pe naos a fost realizat ca o combinație eclectică de neoclasicism cu influențe bizantine și romantice de arhitecții Carol Benesch și Hoffman, aceiași care au întocmit și planurile azilului. Deoarece aceștia au preluat și elemente inspirate din Bazilica Sfântul Petru din Roma, aflată în Vatican. 
Catapeteasma și stranele au fost sculptate de Karl Storck. Pictura interioară a fost realizată de către pictorul Gheorghe Tattarescu, în ulei și tempera.
În capelă se aflau mormintele soților Davila.
În noaptea de 8-9 decembrie 2003 în capelă, aflată în restaurare din 1999, a izbucnit un incendiu care a distrus picturile de pe pereții interiori, acoperișul și materialele de construcții depozitate în interior.
Proiectul de restaurare a fost preluat de Oficiul Național al Monumentelor Istorice, iar în ziua de 7 aprilie 2004 a avut loc sfințirea noii turle a capelei.
Capela, aflată în curtea din interiorul Facultății de Psihologie și Științele Educației din București, în imediata apropiere de Palatul Cotroceni, servește din 23 februarie 2010 ca paraclis universitar pentru pastorația studenților cazați în căminele studențești Leu și Panduri. Lângă capelă se află Monumentul Anei Davila.

## Monument istoric
Capela este înscrisă în Lista monumentelor istorice 2010 - Municipiul București, cod LMI B-II-m-A-19323.

## Galerie de fotografii